# Neal Pionk
Neal Robert Pionk, född 29 juli 1995, är en amerikansk professionell ishockeyback som spelar för Winnipeg Jets i NHL
Han har tidigare spelat för New York Rangers i NHL; Hartford Wolf Pack i AHL; Minnesota Duluth Bulldogs i NCAA samt Sioux City Musketeers i USHL.

## Klubblagskarriär

### NHL

#### New York Rangers
Pionk blev aldrig draftad av något NHL-lag men skrev som free agent på ett tvåårigt entry level-kontrakt med New York Rangers den 1 maj 2017, värt 1,665 miljoner dollar.

#### Winnipeg Jets
Den 18 juni 2019 tradades han till Winnipeg Jets tillsammans med 20e valet i första rundan i NHL-draften 2019, i utbyte mot Jacob Trouba.

## Statistik
| 2011–2012   | Hermantown Hawks          |             | 25  | 7  | 6   | 13  | 12  | 3  | 0 | 3 | 3 | 2  |
| 2012–2013   | Hermantown Hawks          |             | 25  | 14 | 15  | 29  | 25  | 3  | 3 | 3 | 5 | 2  |
|             | Team North                |             | 20  | 1  | 10  | 11  | 32  | 3  | 1 | 0 | 1 | 0  |
|             | Sioux City Musketeers     | USHL        | 12  | 1  | 5   | 6   | 2   | —  | — | — | — | —  |
| 2013–2014   | Sioux City Musketeers     | USHL        | 54  | 2  | 21  | 23  | 93  | 7  | 0 | 1 | 1 | 10 |
| 2014–2015   | Sioux City Musketeers     | USHL        | 53  | 7  | 41  | 48  | 104 | 5  | 0 | 1 | 1 | 10 |
| 2015–2016   | Minnesota Duluth Bulldogs | NCAA        | 40  | 4  | 13  | 17  | 44  | —  | — | — | — | —  |
| 2016–2017   | Minnesota Duluth Bulldogs | NCAA        | 42  | 7  | 27  | 34  | 25  | —  | — | — | — | —  |
| 2017–2018   | New York Rangers          | NHL         | 28  | 1  | 13  | 14  | 12  | —  | — | — | — | —  |
|             | Hartford Wolf Pack        | AHL         | 48  | 1  | 16  | 17  | 20  | —  | — | — | — | —  |
| 2018–2019   | New York Rangers          | NHL         | 73  | 6  | 20  | 26  | 35  | —  | — | — | — | —  |
| 2019–2020   | Winnipeg Jets             | NHL         | 71  | 6  | 39  | 45  | 32  | 4  | 0 | 2 | 2 | 0  |
| 2020–2021   | Winnipeg Jets             | NHL         | 54  | 3  | 29  | 32  | 20  | 8  | 0 | 4 | 4 | 2  |
| NHL totalt  | NHL totalt                | NHL totalt  | 226 | 16 | 101 | 117 | 99  | 12 | 0 | 6 | 6 | 2  |
| NCAA totalt | NCAA totalt               | NCAA totalt | 82  | 11 | 40  | 51  | 69  | —  | — | — | — | —  |
| USHL totalt | USHL totalt               | USHL totalt | 119 | 10 | 40  | 51  | 69  | —  | — | — | — | —  |

### Internationellt
| Källa: Uppdaterad: 2021-09-29 | Källa: Uppdaterad: 2021-09-29 | Källa: Uppdaterad: 2021-09-29 |         | Utv = Utvisningsminuter | Utv = Utvisningsminuter | Utv = Utvisningsminuter | Utv = Utvisningsminuter | Utv = Utvisningsminuter |
| År                            | Lag                           | Mästerskap                    | Matcher | Mål                     | Assists                 | Poäng                   | Utv                     |                         |
| ----------------------------- | ----------------------------- | ----------------------------- | ------- | ----------------------- | ----------------------- | ----------------------- | ----------------------- | ----------------------- |
| 2018                          | USA                           | VM                            | 10      | 2                       | 1                       | 3                       | 4                       |                         |
| Senior totalt                 | Senior totalt                 | Senior totalt                 | 10      | 2                       | 1                       | 3                       | 4                       |                         |